# Glen Chadwick
Glen Chadwick (Opunake, 12 de marzo de 1989) fue un ciclista profesional neozelandés.
Como amateur ganó la prueba profesional del Tour de Tasmania en el 2000 lo que le dio la oportunidad de debutar a prueba con Landbouwkrediet-Colnago durante dos años consecutivos. Sin embargo apenas consiguió resultados destacados solo logrando buenos resultados en pruebas de China siendo segundo en la Vuelta al Lago Qinghai y ganando una etapa en el Tour del Mar de la China Meridional en el año 2002. Gracias a estos resultados consiguió contrato con el equipo de Taipéi del Giant Asia Racing Team ya para la temporada completa donde estuvo 2 años.
Tras volver a Oceanía, marchó de nuevo al año siguiente esta vez a equipos de Estados Unidos (Navigators Insurance Cycling Team, Team Type 1 y Rock Racing) donde consiguió sus mejores resultados destacando una etapa de la Vuelta a Asturias en 2009. Tras recalificarse como amateur y desaparecer su último equipo profesional de nuevo marchó a Oceanía para retirarse con el PureBlack Racing.

## Palmarés
2002
- 1 etapa de la Jelajah Malaysia
- 1 etapa del Tour del Mar de la China Meridional

2003
- Tour de Corea, más 1 etapa

2005
- Tour de Jura

2007
- Campeonato de Nueva Zelanda Contrarreloj
- 2 etapas del Tour de Beauce

2008
- Vuelta a México

2009
- 1 etapa de la Vuelta a Asturias
- 1 etapa de la Vuelta a Colombia

## Equipos
- Landbouwkrediet-Colnago (2001[1] -2002)[1]
- Giant Asia Racing Team (2003-2004)
- Team Cyclingnews.com (2005)
- Navigators Insurance Cycling Team (2006-2007)
- Team Type 1 (2008)
- Rock Racing (2009)
- PureBlack Racing (2011)